# بهشت (ترانه کلدپلی)
«بهشت» (به انگلیسی: Paradise) تک‌آهنگی از گروه موسیقی آلترنتیو راک کلدپلی است که در ۱۲ سپتامبر ۲۰۱۱ منتشر شد. این تک‌آهنگ در آلبوم مایلو زایلوتو قرار داشت.
این تک‌آهنگ در چارت‌های نروژ، بریتانیا در رتبه اول و در چارت‌های ایتالیا، والونیا، فرانسه، ایرلند، اسپانیا، دانمارک، فنلاند، استرالیا، سوئیس، نیوزلند، فلاندرز، جزو ده ترانه اول قرار گرفت.